# Ilha de São Vicente (São Vicente e Granadinas)

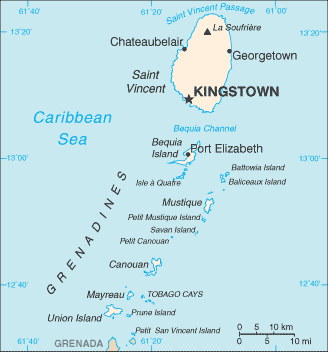
A ilha de São Vicente e Granadinas

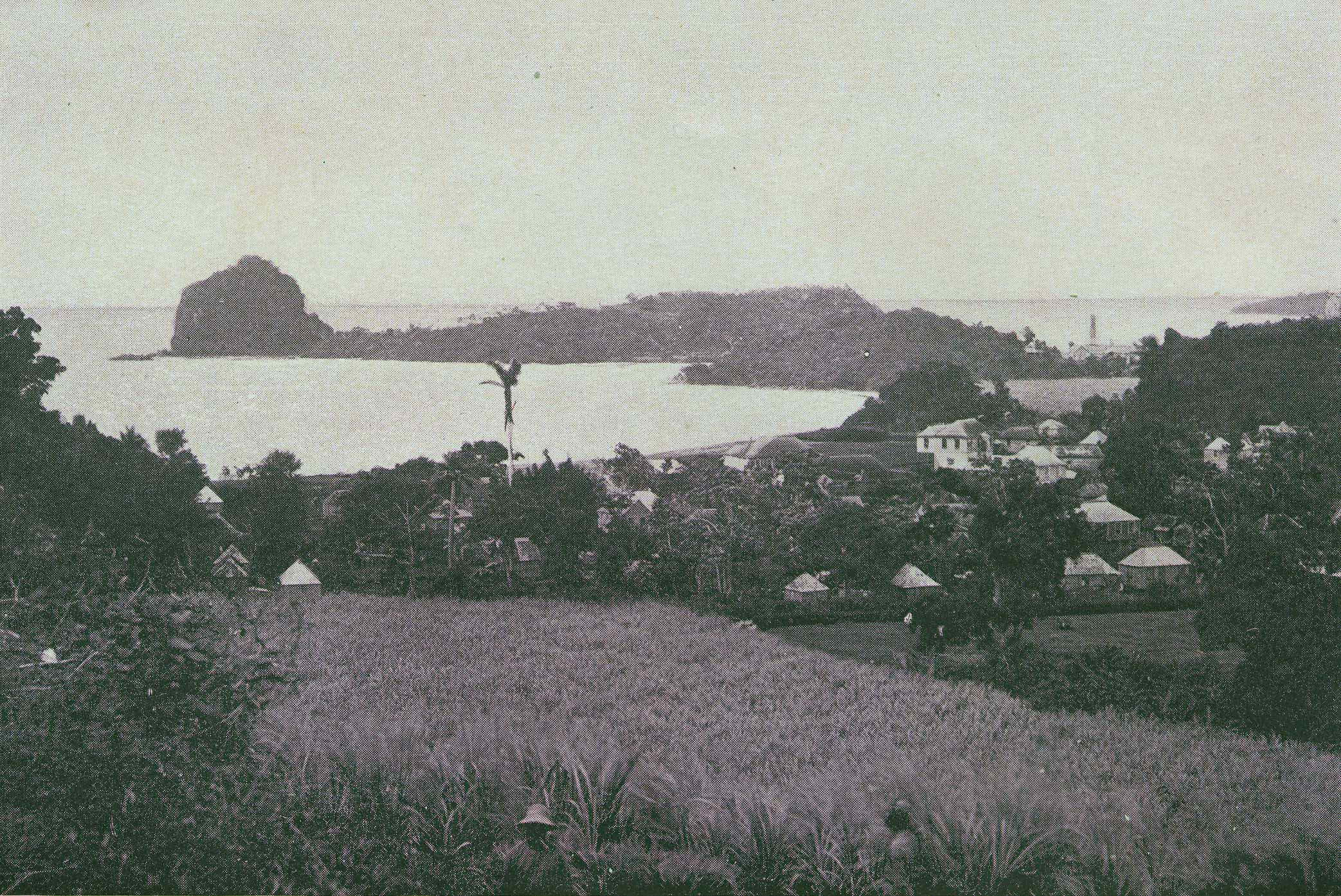
Kingstown, São Vicente, 1890

Saint Vincent (em português:  São Vicente) é uma ilha vulcânica localizada no mar do Caribe, é o território mais extenso de São Vicente e Granadinas. Está localizada entre Santa Lúcia e Granada, nas coordenadas . É formada por montanhas vulcânicas parcialmente submergidas.
Durante o século XVIII a ilha foi disputada entre a França e Reino Unido, até que foi cedida aos britânicos em 1783, conseguindo a sua independência em 27 de Outubro de 1979. A sua população é de aproximadamente 110 000 pessoas. A capital é Kingstown, com 19 300 habitantes. Outras grandes cidades são Layou, Barrouallie, Chateaubelair, Georgetown, e Calliaqua.
O ponto mais alto da ilha é o vulcão La Soufrière, com 1220 m de altitude. É um vulcão activo, cujas últimas erupções foram em 1812 e 1902, quando ele matou 2000 pessoas.; e, mais recentemente, o "Sexta Negra", a 13 de Abril de 1979.
A economia de São Vicente depende em grande parte da agricultura, a produção de bananas representa 60% dos empregos. O turismo internacional é outra importante fonte de receitas para a ilha. A principal indústria é o da transformação alimentar.